# Municipio de Bondin
El municipio de Bondin (en inglés: Bondin Township) es un municipio ubicado en el condado de Murray en el estado estadounidense de Minnesota. En el año 2010 tenía una población de 268 habitantes y una densidad poblacional de 2,94 personas por km².

## Geografía
El municipio de Bondin se encuentra ubicado en las coordenadas 43°53′57″N 95°39′10″O / 43.89917, -95.65278. Según la Oficina del Censo de los Estados Unidos, el municipio tiene una superficie total de 91.11 km², de la cual 90,58 km² corresponden a tierra firme y (0,58 %) 0,53 km² es agua.

## Demografía
Según el censo de 2010, había 268 personas residiendo en el municipio de Bondin. La densidad de población era de 2,94 hab./km². De los 268 habitantes, el municipio de Bondin estaba compuesto por el 97,01 % blancos, el 2,61 % eran de otras razas y el 0,37 % eran de una mezcla de razas. Del total de la población el 4,85 % eran hispanos o latinos de cualquier raza.